# 元吉有希子
元吉 有希子（もとよし ゆきこ、4月3日 - ）は、日本の女性声優、アイドル。Kleissisの元メンバー。千葉県出身。青二プロダクション所属。

## 経歴
声優になろうと思ったきっかけは、中学生の頃に友人から漫画を借りアニメを見るようになり、深夜アニメを録画して週末に見るといった生活をはじめ、すぐに憧れに変わったこと。また、印象深い作品として『涼宮ハルヒの憂鬱』を挙げている。
東京芸術大学音楽学部楽理科、アミューズメントメディア総合学院卒業。
2018年、ゲーム『アルカ・ラスト 終わる世界と歌姫の果実』から派生した声優ユニット「Kleissis」のメンバーに選ばれる。

## 人物
音楽における資格として、中学校教諭一種免許、高等学校教諭一種免許、英語検定2級を取得している。特技はヴァイオリン演奏、声楽（ソプラノ）。ヴァイオリンについては4歳の頃から習っており、ヴァイオリニストを目指そうとしていた時期もあったという。
趣味は歌舞伎鑑賞、美術館巡り。
海外アーティストの楽曲をよく聴いている。好きなアーティストとしてミューズ、レディオヘッド、ベック、崎山蒼志を挙げている。

## 出演
太字はメインキャラクター。

### テレビアニメ
2017年
- 妖怪アパートの幽雅な日常（女子生徒）

2018年
- ゲゲゲの鬼太郎（第6作）（2018年 - 2020年、女子アナ、女子高生、女子生徒、老婆猫、ハジメ 他）
- 斉木楠雄のΨ難（小学生1）
- はるかなレシーブ（母親）
- ゾイドワイルド（町人）
- 狐狸之声（ホンイェ）

2020年
- あひるの空（女子、ギャラリー女子）
- トニカクカワイイ（奥様B）

2021年
- SK∞ エスケーエイト（カーラ）
- ONE PIECE（母親）
- Vivy -Fluorite Eye's Song-（アナウンス、接客AI）
- バクテン!!（アナウンス、子供、小松萌、看護師）
- 新幹線変形ロボ シンカリオンZ（戸隠コズエ）
- 究極進化したフルダイブRPGが現実よりもクソゲーだったら（テッドの町人）
- D_CIDE TRAUMEREI THE ANIMATION（女子A、生徒）
- マギアレコード 魔法少女まどか☆マギカ外伝 2nd SEASON -覚醒前夜-（声C）
- クレヨンしんちゃん（ベビーベンA）
- ちびまる子ちゃん（2021年 - 2024年、藤井ひろき、女の子、女子B）
- テスラノート（母親、高校生1）
- ポケットモンスター（キララの母）
- デジモンゴーストゲーム（2021年 - 2022年、キウイモン、女将、プログラマー、女子高生、シスター）

2022年
- 失格紋の最強賢者（女子生徒、男の子、亜魔族H）
- ミュークルドリーミー みっくす!（1年生部員②）
- 異世界おじさん（アプリ音声）
- プリマドール（女性）
- 忍の一時（店員、アナウンサー）
- 後宮の烏（明珠公主）

2023年
- 僕のヒーローアカデミア（ミカ）
- NieR:Automata Ver1.1a（2023年 - 2024年、機械生命体、姉ロボ、信者、レジスタンス、オペレーター 他） - 2シリーズ
- 【推しの子】
- Opus.COLORs（子供たちの親、アナウンサー）
- カードファイト!! ヴァンガード will+Dress（電話自動音声）
- はたらく魔王さま!!（車内音声）
- 逃走中 グレートミッション（女性MC）
- 婚約破棄された令嬢を拾った俺が、イケナイことを教え込む（貴族）
- 新しい上司はど天然（車内販売員）

2024年
- 愚かな天使は悪魔と踊る（おばあさん）
- 俺だけレベルアップな件（調査課、女性協会員）
- Lv2からチートだった元勇者候補のまったり異世界ライフ（受付嬢）
- 死神坊ちゃんと黒メイド（人魚）
- 村井の恋（スピーカー）
- ダンダダン（2024年 - 2025年、腰元、受付嬢、女子生徒A、防災無線） - 2シリーズ
- 株式会社マジルミエ（アスト社社員、店員B、客C）

2025年
- 沖縄で好きになった子が方言すぎてツラすぎる（比嘉、子供）
- SAKAMOTO DAYS（警告システム）
- 炎炎ノ消防隊 参ノ章（アナウンス）
- パズドラ（カゲ）
- 帝乃三姉妹は案外、チョロい。（団員）

### 劇場アニメ
- ドラゴンクエスト ユア・ストーリー（2019年）
- 劇場版ポケットモンスター ココ（2020年、研究員C）
- 劇場版 美少女戦士セーラームーンEternal（2021年、女）
- 劇場版マクロスΔ 絶対LIVE!!!!!!（2021年）
- 劇場短編マクロスF 〜時の迷宮〜（2021年）

### Webアニメ
2010年代
- 聖闘士星矢: Knights of the Zodiac（2019年、星華〈子供〉）
- 斉木楠雄のΨ難 Ψ始動編（2019年、プレイヤーH、女子学生A）

2020年代
- POKÉTOON（2021年、店員、ムウマ） - 2作品
- Pokémon Evolutions（2021年、ルナアーラ、ハリマロン、愛の女神、ポッタイシ）
- 月曜日のたわわ2（2021年、歓声、女性社員、ウグイス嬢、結婚式の参列者）
- TIGER & BUNNY 2（2022年、リポーター）
- モンスターストライク エル 堕天の覚醒（2024年、ニュースキャスター）

### ゲーム
2017年
- ガールズリボーン-生まれ変わった美少女- 
- スマッシュ&マジック（マグノリア、エレイン、コタロウ、ラーラ ）
- ファイトリーグ（百歌衆兎の姫かぐや、グラウンドの小悪魔プレリ）
- モンスターストライク（2017年 - 2025年、フクワラさん、アルラウネ、アングルボザ、大和、ジュン、サラスヴァティ、ロゼ准尉、ザドキエル、カシス、シブキ、楊貴妃、イソップ〈獣神化〉、キュウキ廻、紫式部〈獣神化〉、クリスタル〈獣神化〉、サマ）

2018年
- 北斗が如く
- GIGANT SHOCK（エヴァ、アナ）
- ゴエティアクロス（バラム / 桜雫バラム、フルフル）
- 極光のレムリア（ナノ）
- ロボットガールズZ ONLINE（ミリちゃん）
- グランドサマナーズ（エンド）

2019年
- アルカ・ラスト 終わる世界と歌姫の果実（橘ミオ）
- ペルソナ5 ザ・ロイヤル
- かくりよの門-朧-（バラム、真祖）

2020年
- ドラゴンボールZ カカロット
- SHOW BY ROCK!! Fes A Live
- サクラ革命 〜華咲く乙女たち〜（九重めい）
- CLEARWORLD -クリアワールド-（伊武千代子）
- OVERHIT（アン）

2021年
- クレヨンしんちゃん 「オラと博士の夏休み」〜おわらない七日間の旅〜（青山はた、ナレーション）
- ポケモンマスターズEX

2022年
- ドラゴンボール ザ ブレイカーズ（サバイバー）

2023年
- ONE PIECE ODYSSEY
- OCTOPATH TRAVELER II
- なつもん! 20世紀の夏休み（シブヤ博士）
- 帰ってきた 名探偵ピカチュウ

2024年
- キュービックスターズ（ザドキエル）

### ドラマCD
- この手を離さないで（2022年、雅〈幼少期〉[30]）
- 君の夜に触れる（2024年、千秋）
- キスは番にひざまずく（2024年、友哉[31]）

### 吹き替え

#### 映画
- THE BATMAN-ザ・バットマン-（2022年[32]）
- ソー:ラブ&サンダー（2022年、救難信号女性1[33]）

#### ドラマ
- AND JUST LIKE THAT... / セックス・アンド・ザ・シティ新章（2021年、ルイーザ・トーレス〈クリー・チッキーノ〉[34]）
- ムーンナイト（2022年）

#### アニメ
- 攻略うぉんてっど!〜異世界救います!?〜（2023年、護衛長、衛兵、モンスター）

### 特撮
- 4週連続スペシャル スーパー戦隊最強バトル!!（2019年、レジェンド戦士）

### インターネットテレビ
- ガンプラビルダーズTV（メインMC）

### ナレーション
- しゃべくり007（コーナーナレーション）
- スライス・ザ・ワールド 渋谷スクランブル交差点からまっすぐ地球1周してきた!
- ハワイに恋して（2018年 - 、BS12 TwellV）[35]
- 声優と夜あそび（2018年 - 、AbemaTV）[36]
- のばん組（2018年 - 2019年、BS日テレ）[37]
- キズナアイのばん組
- マー君の冬休み4
- やすきよ結成から離婚危機!?まで 涙と笑いの50年 西川きよし&ヘレンの金婚旅行
- ラヴィット!（2021年 - 、TBSテレビ）[38]
- お仕事search!それってグッジョブ（2022年 - 、テレビ東京）
- 国分太一のTHE CRAFTSMEN(2022年- 、BS10)

### ボイスオーバー
- 世界一受けたい授業
- 世界の果てまでイッテQ!
- 世界くらべてみたら
- 世界の国境を歩いてみたら…

### その他コンテンツ
- 声優図鑑・声優インタビュー＆ミニグラビア（2018年）
- Kleissis（橘ミオ）
- 聞く、演じる！日本昔のおはなし 第一巻（主演）[39]

### シリーズ一覧
1. ↑  第1クール（2023年）、第2クール（2024年）
2. ↑  第1期（2024年）、第2期（2025年）

### 初出話一覧
1. 1 2  第2話初出
2. 1 2 3  第6話初出
3. 1 2  第8話初出
4. 1 2  第1話初出
5. ↑  第29話初出
6. 1 2  第16話初出
7. 1 2  第3話初出
8. ↑  第4話初出
9. ↑  第11話初出
10. ↑  第7話初出
11. ↑  第10話初出
12. ↑  第367話初出
13. ↑  第5話初出